# Hybocoptus
Hybocoptus es un género de arañas araneomorfas de la familia Linyphiidae. Se encuentra en Europa y Norte de África.

## Lista de especies
Según The World Spider Catalog 12.0:
- Hybocoptus corrugis (O. Pickard-Cambridge, 1875)
- Hybocoptus dubius Denis, 1950
- Hybocoptus ericicola (Simon, 1881)